# Johann Georg Holtzhey

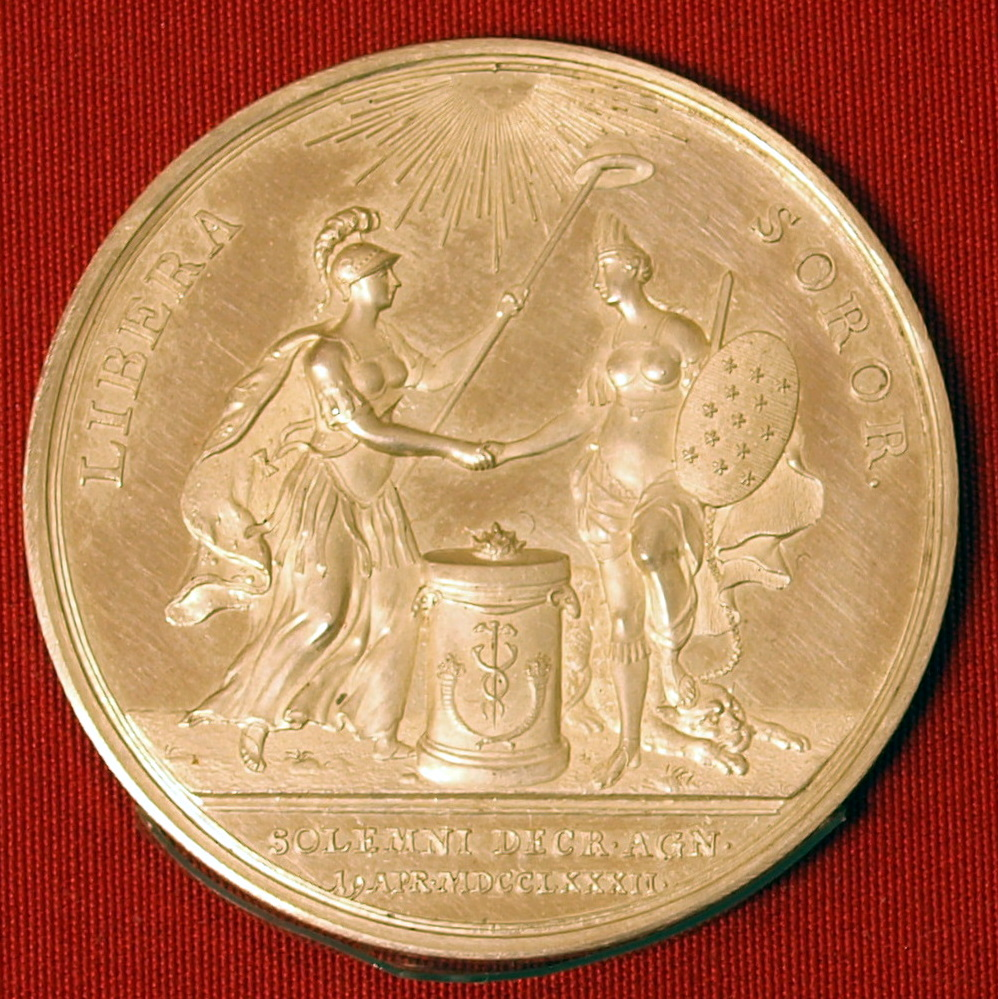
Moneda encunyada el 1782 per a John Adams amb motiu del reconeixement dels Estats Units d'Amèrica com a estat independent per part dels Països Baixos.

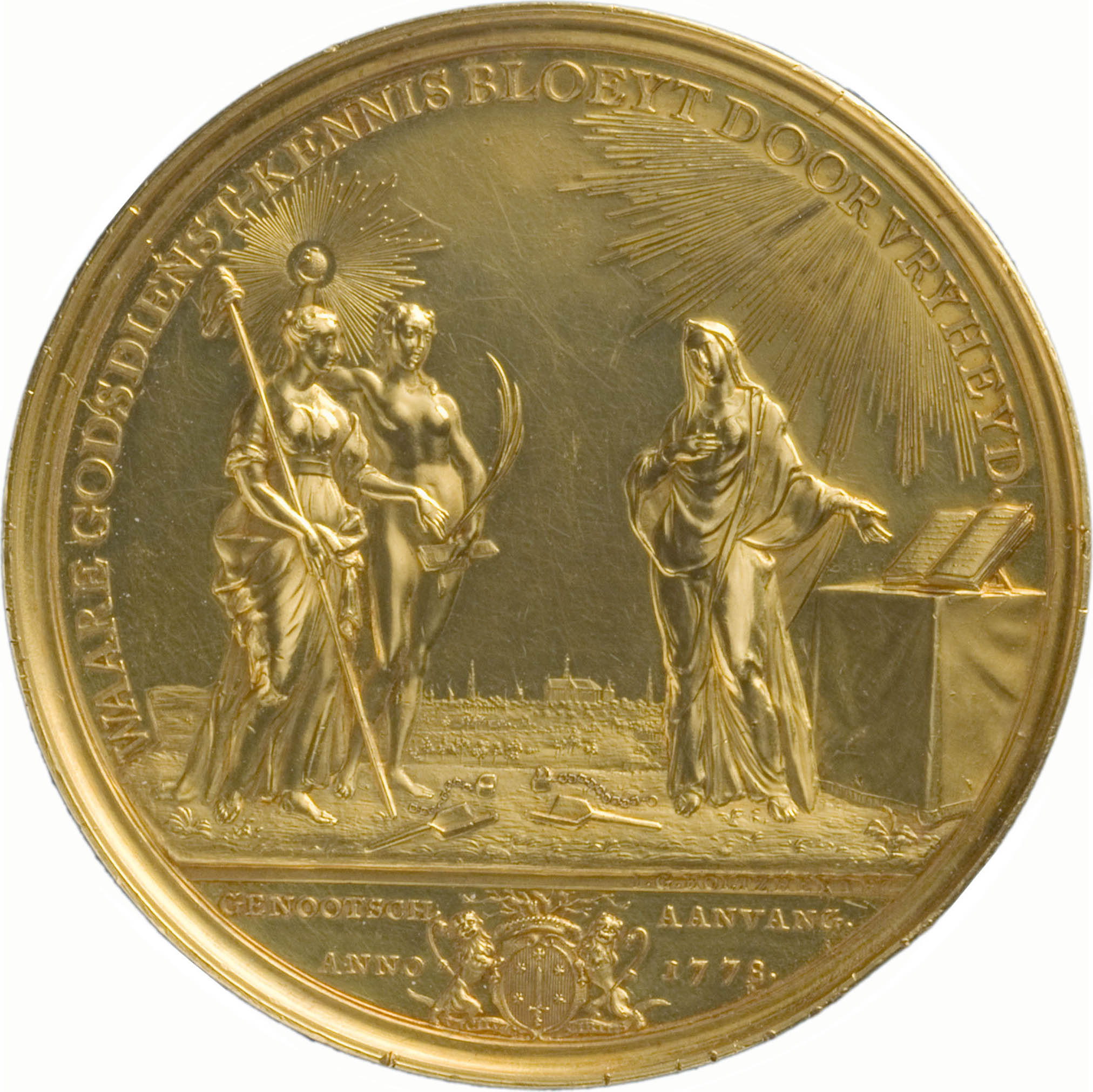
Medalla atorgada el 1784 per Teylers Eerste Genootschap a William Laurence Brown dissenyada el 1778 per Holtzhey

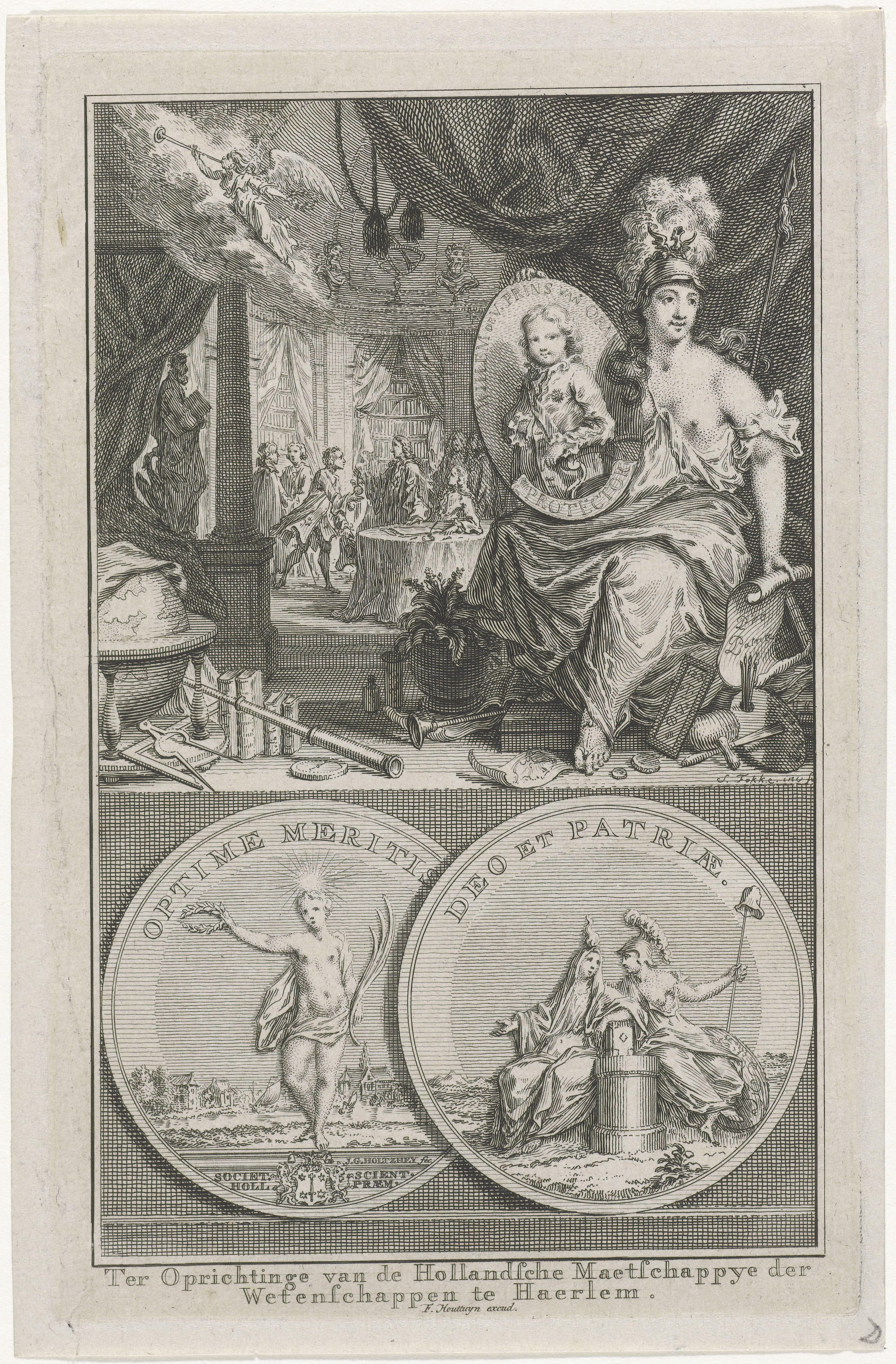
Impressió commemorativa per celebrar la fundació de la Reial Societat de Ciències i Humanitats d'Holanda el 1752, destacant la medalla dissenyada per Holtzhey

Johann Georg Holtzhey (Amsterdam, 1729 – 1808) va ser un encunyador de medalles neerlandès i propietari d'una seca.

## Biografia
Segons el Rijksbureau voor Kunsthistorische Documentatie (RKD; en català, Institut Neerlandès per a la Història de l'Art), Johann Georg Holtzhey va ser fill de Martin Holtzhey, propietari d'una seca de Gelderland i Middelburg. El 1749 es va fer càrrec del taller del seu pare a Amsterdam. Holtzhey va esdevenir propietari de la seca d'Utrecht i professor dels encunyadors de medalles David van der Kellen i Hendrik Lageman.

## Obra

### Fundació Teyler
Holtzhey va fer-se un nom dissenyant i encunyant medalles per a societats honorífiques neerlandeses, mantenint les premses per a aquestes societats i gravant els noms dels guanyadors en elles. El 1778 la Fundació Teyler (en neerlandès, Teylers Stichting) li va encarregar per 1000 florins neerlandesos el disseny d'una medalla, la qual encara s'utilitza. Després de la mort de Holtzhey, la Fundació Teyler adquirí la premsa d'estampar les medalla d'aquesta fundació per 100 florins.

### John Adams
El 1782 Holtzhey dissenyà dues medalles per a John Adams, una per celebrar el reconeixement neerlandès de la independència de les Tretze Colònies el 19 d'abril de 1782, i una altra per celebrar el tractat de comerç amb els Països Baixos el 8 d'octubre de 1782.
La cara de la medalla que celebra la independència es troba a la col·lecció del Museu Teyler i declara «Libera Soror» (literalment, «Germana Lliure»). Holanda, representada a l'esquerra com una dona armada, utilitza un bastó per posar un barret frigi, símbol de llibertat, sobre el cap de la dona americana nativa de la dreta que representa els Estats Units d'Amèrica, la qual duu un escut de tretze estrelles (Tretze Colònies) i recolza un peu sobre el cap d'un lleó encadenat, en representació d'Anglaterra. El revers mostra l'unicorn de l'escut del Regne Unit, prostrat amb una banya trencada contra un penya-segat. La inscripció diu «Tyrannis virtute repulsa / sub Galliae auspiciis» (literalment, «Tirania repel·lida amb valor / sota els auspicis de França»).
Encara que John Adams escriví irònicament a la seva muller Abigail sobre l'amor neerlandès per medalles com a mètode per celebrar esdeveniments, escriví molt respectuosament a Holtzhey i li agraí el seu treball i explicació dels dissenys.

## Llegat
El 1755, juntament amb el seu pare, van redactar un catàleg de 73 medalles històriques titulat Catalogus der Medailles en Gedenkpenningen, betrekking hebbende op de voornaamste historien der vereenigde Nederlanden que quedà incomplet, encara que se cità en uns quants llibres sobre medalles. Encara que es casà dues vegades, no va tenir descendència i el seu successor com propietari de la seca d'Utrecht va ser el seu alumne David van der Kellen Sr., que va continuar la tradició d'encunyar medalles històriques per aniversaris i esdeveniments populars. El 1809 la seva col·lecció va ser venuda a subhasta per 4000 florins neerlandesos.